# Chromian baru
Chromian baru, nazwa Stocka: chromian(VI) baru, BaCrO
4 – nieorganiczny związek chemiczny z grupy chromianów, sól kwasu chromowego i baru.
Jest żółtym ciałem stałym, praktycznie nierozpuszczalnym w wodzie (iloczyn rozpuszczalności wynosi 1,17×10−10), ale roztwarzającym się w kwasach